# Sven-Erik Nielsen
Sven-Erik Hallkvist Nielsen (født 1951 i Helsingør) er en tidligere dansk mellemdistanceløber, som løb for Helsingør IF. 
Udover at være fire gange dansk mester var Nielsen også rekordindehaver af den danske rekord på 800 meter fra 1974 til december 1997 hvor Wilson Kipketer blev dansk statsborger og overtog rekorden. Den blev først slået af en dansk født i 2011 af Andreas Bube.
Nielsen har haft to løbebutikker, Atika Running og Regama Running.

## Personlige Rekorder
- 800 meter: 1.47,1 (1974)

## Danske mesterskaber
- Guld 1976 800 meter
- Guld 1975 800 meter
- Guld 1974 800 meter
- Guld 1973 800 meter